# گمینا سووپتسا
گمینا سووپتسا (به لهستانی:  Gmina Słupca) یک گمینا در لهستان است که در شهرستان سووپتسا واقع شده‌است. گمینا سووپتسا ۱۴۴٫۹۳ کیلومتر مربع مساحت و ۸٬۹۷۴ نفر جمعیت دارد.